# Jean-Paul Chifflet
Ne doit pas être confondu avec Famille Chifflet.
Jean-Paul Chifflet, né le 3 septembre 1949 à Tournon (Ardèche) et mort le 25 mai 2017 à Saint-Jean-de-Muzols en Ardèche,, est un banquier français.
Présent dans le groupe Crédit agricole depuis les années 1970, il a évolué dans quatre Caisses régionales, ce qui lui vaut d'être considéré comme un « pur produit » des Caisses régionales,. De mars 2010 à mai 2015, il est directeur général de Crédit agricole S.A.,. Il était également Président du conseil d'administration de LCL et de Crédit agricole Corporate and Investment Bank.

## Biographie

### Formation
Il est fils d'agriculteur. Autodidacte, Jean-Paul Chifflet est diplômé de l’Institut des hautes finances de Paris (IHFI).

### Carrière
Jean-Paul Chifflet commence sa carrière au poste de magasinier dans une usine d'Annonay en Ardèche. Il intègre le groupe Crédit agricole dès 1973, à l'âge de 24 ans, en rejoignant la Caisse régionale Sud-est, en tant que responsable de l'animation commerciale, soit un des postes les plus en bas de l'échelle de l'entreprise.
En 1980, il devient secrétaire général du Crédit agricole de la Drôme, puis en 1986, secrétaire général de Crédit agricole Sud-est. En 1990, il est nommé directeur du développement et des crédits au Crédit agricole du Sud-est. En 1992, il rejoint Crédit agricole Ain–Saône-et-Loire en tant que directeur général adjoint puis occupe le même poste à partir de 1995 au Crédit agricole Centre-est.
Il rejoint une première fois la Caisse nationale de Crédit agricole, en 1997. Il y devient directeur des relations avec les Caisses régionales.
En 2000, il retourne à Crédit agricole Centre-est, au poste de directeur général. Il est également élu en 2006, secrétaire général de la Fédération nationale de Crédit agricole. Il exerce conjointement ces deux fonctions jusqu'en janvier 2010. En 2008, il lance un plan de restructuration du système informatique de la banque et critique la façon dont les financiers de Casa (ce qui correspondant à la structure côté de la banque) traitent la partie banque de détail.
Il prend alors une seconde fois la direction de la Caisse nationale, désormais Crédit agricole S.A., cette fois en tant que directeur général. Il remplace alors Georges Pauget, grâce au soutien des directeurs des caisses régionales. Au sein de la holding cotée en bourse, il doit mener à bien le redressement du groupe après la crise, ainsi que la restructuration de la filiale grecque Emporiki, vendue par le groupe en octobre 2012.
Outre la direction de Crédit agricole S.A., il est également Président du conseil d'administration de LCL, de Crédit agricole Corporate and Investment Bank et de Amundi jusqu'en mai 2015.
Il remplace Frédéric Oudéa à la présidence de la Fédération bancaire française en juillet 2012.
Il meurt le 25 mai 2017 sur les hauteurs de la commune de Saint-Jean-de-Muzols, dans sa propriété. Pour une raison indéterminée, il a fait une chute de deux mètres en contrebas au volant de sa tondeuse auto-portée.

### Vie privée
Il est le père de deux enfants.
Il a fait partie du club de rugby de Tournon, le FC Tournon-Tain.

## Prises de position
En janvier 2013, il se déclare hostile au projet de loi français de séparation des banques, avec filialisation d'une partie des activités de la banque de marché. Il cède sa place à la Fédération bancaire française le 1er septembre à Jean-Laurent Bonnafé, administrateur directeur général du groupe BNP Paribas.

## Rémunération
En 2012, il perçoit une rémunération totale de 1 541 895 €. En 2013, Jean-Paul Chifflet perçoit une rémunération totale de 2 140 439 € pour ses activités au sein de Crédit agricole S.A., soit une hausse de 38,8 % par rapport à l'année précédente.

## Décorations
- Chevalier de la Légion d'honneur Il est fait chevalier par décret du 13 juillet 2010[15],[16].
- Officier de l'ordre national du Mérite Il est promu officier par décret du 15 mai 2015[17]. Il était chevalier de l'ordre depuis le  17 mars 2004[16].
- Chevalier de l'ordre du Mérite agricole[16].